# Pija
Pija je  žensko osebno ime.

## Izvor imena
Ime Pija je različica ženskega imena Pia.

## Pogostost imena
Po podatkih Statističnega urada Republike Slovenije je bilo na dan 31. decembra 2007 v Sloveniji število ženskih oseb z imenom Pija: 198. Med vsemi ženskimi imeni pa je ime Pija po pogostosti uporabe uvrščeno na 405. mesto.

## Osebni praznik
V koledarju je ime Pija skupaj z imenom Pia, god praznuje 30. aprila.

## Znane osebe
- Pija Brodnik